# Tornesch
Tornesch (dolnoniem. Torneesch) – miasto w Niemczech, w kraju związkowym Szlezwik-Holsztyn, w powiecie Pinneberg. W 2008 liczyło 12 995 mieszkańców. 

## Współpraca
- Gmunden, Austria
- gmina Jammerbugt, Dania
- Strzelce Krajeńskie, Polska